# Bayadera longicauda
Bayadera longicauda är en trollsländeart som beskrevs av Fraser 1928. Bayadera longicauda ingår i släktet Bayadera och familjen Euphaeidae. IUCN kategoriserar arten globalt som otillräckligt studerad. Inga underarter finns listade i Catalogue of Life.